# Гудзь Андрій Степанович
Андрі́й Степа́нович Гу́дзь (*21 травня 1966, Цілиноград, Казахська РСР, СРСР) — український лікар, професор Львівського національного медичного університету імені Данила Галицького, доктор медичних наук, керівник кафедри офтальмології факультету післядипломної освіти Львівського національного медичного університету імені Данила Галицького. Голова Львівського обласного товариства офтальмологів, член численних міжнародних організацій, головний лікар медичного центру «ВІЗЕКС». Автор понад 100 наукових праць у галузі офтальмології, опублікованих в українських та закордонних виданнях.

## Освіта і наукова діяльність
1989 року закінчив Львівський державний медичний університет. З 2004 року очолює кафедру офтальмології з курсом очних хвороб факультету післядипломної освіти Львівського національного університету імені Данила Галицького, є науковим керівником Львівського та Рівненського обласних центрів мікрохірургії ока. 2014 року захистив докторську дисертацію.
У 2019 році присвоєно звання професора.
Стажувався за кордоном, зокрема в Австрії, Польщі, Швеції, Фінляндії, Франції, Великій Британії, Німеччині, Данії, Іспанії, Туреччині, Росії, Китаї, США, Португалії, Італії, Канаді, Норвегії, Аргентині, Бразилії.

## Нововведення у сфері офтальмології та практичний досвід
1994 року вперше в Україні впровадив методи безшовної хірургії катаракти, одномоментні операції з приводу оперування катаракти та корекції астигматизму, 1997 року одним із перших в Україні застосував метод факоемульсифікації, здійснив одномоментну факоемульсифікацію і корекцію астигматизму.
1998 року одним із перших у Західному регіоні здійснив безшовну факоемульсифікацію з імплантацією гнучкого штучного кришталика. 2000 року вперше у Західному регіоні впровадив лазерні операції при глаукомі, катаракті, захворюванні сітківки; у 2002 р. застосував імплантацію «жовтих» інтраокулярних лінз (ІОЛ) при факоемульсифікації.
2002 року одним із перших в Україні імплантував мультифокальні ІОЛ; у 2006 р. виконав вторинну імплантацію ІОЛ для корекції астигматизму.
Протягом 2004—2005 років брав участь у показових операціях «Жива хірургія», які проходили у містах Київ, Загреб (Хорватія) у рамках Міжнародного з'їзду офтальмологів.
З 2006 року співпрацював із провідними офтальмологічними клініками України: «Новий зір» (Хмельницький), «Ексімер» (Київ), «Visus Exclusive» (Мукачево), «Лазер-Плюс» (Львів), «Центр хірургії ока професора Загурського» (Луцьк).
За час професійної діяльності виконав понад 50 000 успішних операцій.

## Членство в професійних товариствах
- Член Європейського товариства катарактальних і рефракційних хірургів
- Член Європейського товариства вітреоретинальних хірургів
- Голова Львівського обласного товариства офтальмологів
- Член Асоціації офтальмологів-нейроофтальмологів, глаукоматологів України
- Член Асоціації офтальмологів України
- Член Товариства дитячих офтальмологів України